# Воютицька сільська громада
Воютицька сільська об'єднана територіальна громада — колишня об'єднана територіальна громада в Україні, на територіях Самбірського та Старосамбірського районів Львівської області. Адміністративний центр — село Воютичі.
Площа громади — 91 км², населення — 7661 мешканець (2021).
Утворена 6 серпня 2015 року шляхом об'єднання Воютицької сільської ради Самбірського району та Лютовиської, Сусідовицької сільських рад Старосамбірського району..
Ліквідована 12 червня 2020 року шляхом включення до Бісковицької громади.

## Населені пункти
До складу громади входять 9 сіл: Биличі, Букова, Воютичі, Заріччя, Лютовиська, Надиби, Ракова, Сусідовичі та Язи.